# Nawaf Al-Khaldi
Nawaf Al-Khaldi, de son nom complet Nawaf Khaled Al-Khaldi (arabe : نواف خالد الخالدي), né le 15 mai 1981 à Koweït City au Koweït, est un footballeur international koweïtien.

## Biographie

### Club
Il évolue actuellement au poste de gardien de but avec le club du Qadsia SC. Il est le capitaine du club et de l'équipe du Koweït.

### Sélection
Nawaf Al-Khaldi est convoqué pour la première fois en 2001. Il compte 100 sélections et 0 but avec l'équipe du Koweït depuis 2001.
Il participe à la Coupe d'Asie 2004 et 2011 avec le Koweït.

## Palmarès

### En club
- Al-Qadsia :
  - Champion du Koweït en 2003, 2004, 2005, 2009, 2010, 2011 et 2012
  - Vainqueur de la Coupe du Koweït en 2003, 2004, 2007, 2010, 2012 et 2013
  - Vainqueur de la Coupe Crown Prince du Koweït en 2002, 2004, 2005, 2006, 2009 et 2013
  - Vainqueur de la Coupe de la Fédération du Koweït en 2008, 2009, 2011 et 2013
  - Vainqueur de la Coupe Al-Kurafi en 2003 et 2006
  - Vainqueur de la Supercoupe du Koweït en 2009 et 2011
  - Vainqueur de la Coupe du golfe en 2005
  - Finaliste de la Coupe de l'AFC en 2010

### En sélection nationale
- Vainqueur de la Coupe du Golfe en 2010
- Vainqueur du Championnat d'Asie de l'Ouest en 2010